# Kleemu
Kleemu − wieś w Estonii, w prowincji Hiuma, w gminie Käina.